# Il ponte di San Luis Rey (film 2004)
Il ponte di San Luis Rey (The Bridge of San Luis Rey) è un film del 2004 diretto da Mary McGuckian, con F. Murray Abraham, Kathy Bates e Gabriel Byrne: del cast fanno parte anche altri celebri attori quali Geraldine Chaplin, Robert De Niro e Harvey Keitel e Pilar López de Ayala.
È basato sul romanzo omonimo di Thornton Wilder, vincitore, per quest'opera, del Premio Pulitzer 1928: romanzo e film sono liberamente ispirati alla figura della famosa artista Micaela Villegas (1748-1819), conosciuta anche come "la Périchole" e la cui vita è stata di ispirazione anche per il racconto Le Carrosse du Saint-Sacrement di Prosper Mérimée, l'opera buffa La Périchole di Jacques Offenbach e per La carrozza d'oro, film del 1953 di Jean Renoir.
Degli avvenimenti narrati nel film erano già state tratte due versioni cinematografiche, tutte con il medesimo titolo The Bridge of San Luis Rey: nel 1929 per la regia di Charles Brabin e nel 1944, regia di Rowland V. Lee.

## Trama
Perù, 1714: il crollo di un ponte uccide cinque persone. Fra Ginepro assiste all'accaduto e indaga sul fatto, cercando di capire le cause e ricostruendo le vite dei cinque deceduti nel tragico evento. Ne nasce un problema morale su cui si pronuncia anche la Chiesa e che chiama in causa la Provvidenza: si è trattato di una tragedia o di una punizione divina, che ha fatto incrociare i destini dei cinque nel medesimo luogo alla medesima ora?

## Accoglienza

### Incassi
Il film è stato un colossale flop al botteghino USA, incassando appena 49981 $.

## Riconoscimenti
- 2005 - Premio Goya
  - Migliori costumi